# Weka (strojno učenje)
Weka (Waikato Environment for Knowledge Analysis) je priljubljena odprtokodna programska oprema za strojno učenje, napisana v javi. Nastala je na univerzi Waikato na Novi Zelandiji. Na voljo je pod licenco GNU.

## Opis
Delovno okolje programa je sestavljeno iz nabora orodij in algoritmov za analizo podatkov in modeliranje napovedovanja. Vsebuje grafični vmesnik, ki omogoča preprosto uporabo. Prvotna verzija je bila narejena z različnimi programerskimi orodji. Zaradi prenosljivosti na raznoliko strojno so jo v 3. verziji prepisali v Javo. Weka omogoča mnoga standardna opravila na področju podatkovnega rudarjenja (predobdelava, rojenje, razvrščanje, regresija, vizualizacija, izbira značilk). 
Weka ima grafični vmesnik z imenom Raziskovalec (Explorer), lahko pa jo tudi uporabljamo direktno iz ukazne vrstice. Obstaja še preizkuševalec (Experimenter), ki omogoča sistematično medsebojno primerjavo rezultatov strojnega učenja s podatkovnimi bazami. 

## Datoteka ARFF
Attribute Relationship File Format (ARFF) je besedilna datoteka za zapis Wekinih podatkovnih zbirk.
Preprost primer ARFF datoteke:

@relation weather

@attribute outlook {sunny, overcast, rainy}

@attribute temperature real

@attribute humidity real

@attribute windy {TRUE, FALSE}

@attribute play {yes, no}

@data

sunny,85,85,FALSE,no

sunny,80,90,TRUE,no

overcast,83,86,FALSE,yes

rainy,70,96,FALSE,yes

rainy,68,80,FALSE,yes

rainy,65,70,TRUE,no

overcast,64,65,TRUE,yes

Vrstice, ki se začnejo z znakom @, se imenujejo glava datoteke, ostalo pa so podatki. Podatki so lahko številski ali neštevni.

## Drugi programi za strojno učenje
- RapidMiner
- ELKI
- KNIME